# Hallingea
Hallingea — рід грибів родини Gallaceaceae. Назва вперше опублікована 1996 року.

## Класифікація
Згідно з базою MycoBank до роду Hallingea відносять 3 офіційно визнані види:
- Hallingea carneorosea
- Hallingea purpurea
- Hallingea violacea